# Valdir Ganzer
Valdir Ganzer (Iraí, 1º de junho de 1955) é um político e sindicalista brasileiro. Foi vice-prefeito de Belém, de 2001 a 2005, e filiado ao Partido dos Trabalhadores (PT).
Em 1972, juntamente com toda sua família, mudou-se para o Estado do Pará, indo fixar residência na Transamazônica. Atraídos pela colonização da Transamazônica. Começou a sua militância na pastoral da juventude.
Em 1975, mudou-se para o Pará, estabelecendo-se na cidade de Santarém, onde fundou o sindicato dos trabalhadores, do qual foi candidato a presidente em 1977.
Em 1980, filiou-se ao PT e, em 1986, foi eleito deputado estadual. No ano seguinte, mudou-se novamente, dessa vez para a capital paraense, Belém.
Em 1990, foi eleito deputado federal pelo PT.
Em 1994, se candidatou a governador do Pará, terminando em terceiro lugar na disputa, com 18,33% dos votos válidos.
Em 1998 é reeleito Deputado Federal pelo PT com mais de 50 mil votos.
Valdir Ganzer voltou ao cenário político em 2000, quando foi candidato a vice-prefeito de Belém na chapa de Edmilson Rodrigues (PT). com a vice-prefeitura nas mãos, Ganzer voltou a ficar ausente nas eleições seguintes, voltando em 2006 e sendo eleito pela segunda vez deputado estadual pelo PT, com 30.253 votos.
Em 2007, Valdir Ganzer foi nomeado secretário de transportes pela governadora Ana Júlia Carepa. Ao assumir a Secretaria de Transportes entregou o cargo de deputado estadual para seu primeiro suplente.